# Soo (Kagoshima)
Pour les articles homonymes, voir Soo.
Soo (曽於市, Soo-shi) est une ville située dans la préfecture de Kagoshima, au Japon.

## Géographie

### Situation
Soo se situe au nord-est de la préfecture de Kagoshima sur l'île de Kyūshū.

### Démographie
En décembre 2022, la population de Soo s'élevait à 33 605 habitants répartis sur une superficie de 390,11 km2.

### Hydrographie
La ville est traversée par le fleuve Ōyodo.

## Histoire
La ville de Soo a été créée en 2005, de la fusion des bourgs d'Ōsumi, Sueyoshi et Takarabe.

## Transports
Shibushi est desservie par la ligne principale Nippō de la JR Kyushu.